# Does Your Mother Know
«Does Your Mother Know?» (первоначально: «I Can Do It») — песня, записанная в 1979 году шведской группой ABBA и ставшая их вторым синглом с альбома Voulez-Vous. Второй стороной послужила песня «Kisses of Fire», также взятая с этого альбома.

## История
Написанная Бенни Андерссоном и Бьорном Ульвеусом песня в стилевом отношении восходит к рок-н-роллу конца 1950-х — начала 1960-х, вместе с тем вбирая в себя танцевальные элементы эпохи 1970-х. Первоначальная версия «Does Your Mother Know?» была записана 6 февраля 1979 года; она отличается от более поздней наличием гитарных риффов во вступлении и после первого куплета. Именно эта версия присутствует в шоу «ABBA in Switzerland». «Does Your Mother Know?» отходит от классической «формулы успеха» группы в том плане, что ведущий вокал принадлежит не Фельтског и не Анни-Фрид Лингстад, а Ульвеусу.

## Успех
Песня «Does Your Mother Know?» явилась очередным заметным хитом ABBA, став № 1 в чартах Бельгии и достигнув топ-5 в Ирландии, Британии и Нидерландах. Она также пробилась в горячую десятку в Швейцарии, Австралии, Канаде и ФРГ. В США «Does Your Mother Know?» дали ABBA 19-е место.
Обозреватель AllMusic Дональд Гуариско отметил в своей рецензии:

Запись ABBA балансирует между рок-элементами и свойствами танцевальной музыки, что создаёт интригующий дэнс-рок гибрид. <…>
Оригинальный текст (англ.)«ABBA’s recording balances the song’s rock elements with dance music touches to create an intriguing dance/ rock hybrid» and that it’s «macho feel is enhanced by a rockabilly-styled melody that flowers into a swinging chorus».
— Рецензия на сайте Allmusic.com

## Позиции в чартах
| Чарт (1979)                      | Позиция |
| -------------------------------- | ------- |
| Australian ARIA Singles Chart    | 7       |
| Austrian Singles Chart           | 13      |
| Belgian VRT Top 30 Singles Chart | 1       |
| Canadian RPM Singles Chart       | 8       |
| Dutch Top 40                     | 4       |
| French SNEP Singles Chart        | 26      |
| German Singles Chart             | 10      |
| Irish Singles Chart              | 3       |
| New Zealand RIANZ Singles Chart  | 27      |
| Swiss Singles Chart              | 6       |
| UK Singles Chart                 | 4       |
| U.S. Billboard Hot 100           | 19      |

## Упоминания в других произведениях и прочее
- Песня включена в мюзикл Mamma Mia! и его экранизацию.
- Сьюзи Кватро записала кавер-версию песни со слегка изменённым текстом (под названием Does Your Mama Know), которая вышла на сборнике The Girl From Detroit City (2014).